# En vivo en Obras
En vivo en Obras es el primer disco en directo de la banda argentina Cadena Perpetua. Es editado en CD y DVD por Tocka Discos.

## Lista de temas

### CD
1. "Violencia"
2. "Culpables"
3. "Panorama"
4. "Como poder"
5. "Buscando salidas"
6. "Fiel soledad"
7. "Los miserables"
8. "¿Por qué parar?"
9. "Cerrar la historia"
10. "Estímulos"
11. "De más"
12. "La reacción"
13. "I wanna destroy you"
14. "Sigo acá"
15. "Algo personal"
16. "El angelito grassioso"
17. "Te quiero mal"
18. "Canción infantil"
19. "Desde el infierno"
20. "Malas costumbres"
21. "¿Por qué?"
22. "Si me ves"
23. "No mires al cielo"
24. "Los chicos lloran"
25. "Sobrevivir"
26. "Dispara"

### DVD
1. "Violencia"
2. "Culpables"
3. "Panorama"
4. "Como poder"
5. "Buscando salidas"
6. "Vivirías"
7. "Fiel soledad"
8. "Los miserables"
9. "¿Por qué parar?"
10. "Cerrar la historia"
11. "El juego del miedo (Estímulos)"
12. "No quiero flores"
13. "N.N. (Un jubilado)"
14. "En burla del destino"
15. "La reacción"
16. "I wanna destroy you"
17. "Sigo acá"
18. "Algo personal"
19. "El angelito Grassioso"
20. "Te quiero mal"
21. "Canción infantil"
22. "Desde el infierno"
23. "Malas costumbres"
24. "¿Por qué?"
25. "Juventud suicida"
26. "Si me ves"
27. "No mires al cielo"
28. "Los chicos lloran"
29. "Sobrevivir"
30. "Dispara"

- Datos: Q5832224